# Liam Caruana
Liam Caruana (* 22. Januar 1998 in Rom) ist ein italienischer Tennisspieler.

## Karriere
Caruana spielte zwischen 2013 und 2016 regelmäßig auf der ITF Junior Tour und erreichte dort mit Rang 22 Ende 2016 seine beste Platzierung. In diesem Jahr stand er auch bei drei von vier Grand-Slam-Turnieren im Hauptfeld. Sein bestes Abschneiden dort war das Erreichen des Achtelfinals der Australian Open, wo er Stefanos Tsitsipas unterlag.
2015 trat er erstmals auf der Profi-Tour in Erscheinung. Zuerst hauptsächlich auf der drittklassigen ITF Future Tour. Nach einigen passablen Ergebnissen, spielte er Mitte 2017 erstmals Turniere der ATP Challenger Tour. In Todi konnte er überraschen und das Halbfinale erreichen; hier unterlag er seinem Landsmann Marco Cecchinato. Kurz darauf gewann er seinen ersten Titel auf der Future-Ebene, womit er erstmals in die Top 500 der Weltrangliste einziehen konnte. Ein Titel im Doppel gelang ihm bereits ein Jahr zuvor.
Das Jahr 2018 begann gut für Caruana. Er schaffte die Qualifikation zu den Challengers in Nouméa und Burnie, verlor jedoch jeweils früh. Beim ASB Classic in Auckland stand er erstmals im Feld einer Qualifikation für ein Turnier der ATP World Tour und verlor nach dem Sieg in der ersten Runde gegen Blaž Kavčič in der Qualifikationsrunde gegen Tim Smyczek. Dennoch konnte er ins Hauptfeld als Lucky Loser vorrücken. Dort unterlag er Steve Johnson in zwei Sätzen. Mittlerweile konnte er sein Ranking auf Platz 378 verbessern.